# 黄金岭街道
黄金岭街道，是中华人民共和国江西省赣州市章贡区下辖的一个乡镇级行政单位。

## 行政区划
黄金岭街道下辖以下地区：
金岭路社区、七一九矿社区、太坪村、杨梅村、黄金村、金星村、坪路村和新路村。